# Быковичи (Могилёвская область)
Быковичи (бел. Быковічы) — деревня в Мстиславском районе Могилёвской области Белоруссии. Входит в состав Мазоловского сельсовета.

## География
Деревня находится в северо-восточной части Могилёвской области, в пределах Оршанско-Могилёвской равнины, к югу от автодороги Р96, на расстоянии примерно 7 километров (по прямой) к западу от Мстиславля, административного центра района. Абсолютная высота — 191 метр над уровнем моря.

## История
В конце XVIII века деревня входила в состав Мстиславского воеводства Великого княжества Литовского.
Согласно «Списку населенных мест Могилёвской губернии» 1910 года издания населённый пункт входил в состав Осмоловичского сельского общества Старосельской волости Мстиславского уезда. Имелось 13 дворов и проживало 96 человек (40 мужчин и 56 женщин).

## Население
По данным переписи 2009 года, в деревне проживало 14 человек.